# Пушкарский переулок (Санкт-Петербург)
Пушка́рский переу́лок — переулок в Петроградском районе Санкт-Петербурга. Проходит от Малой Пушкарской улицы до Кронверкской улицы.

## История
Ранее включался в Малую Пушкарскую улицу. Получил своё собственное имя Пушкарский переулок 6 октября 1975 года, по соседним Пушкарским улицам.

## Достопримечательности
- Дом № 8 по улице Ленина — доходный дом лесопромышленников Ф. Я. и Н. Я. Колобовых, построен в 1910 году по проекту архитекторов С. Г. Гингера и М. И. фон Вилькена. Дом состоит из четырёх пятиэтажных корпусов, соединённых крытыми галереями. Находится на участке треугольной формы и выходит вторым фасадом на Пушкарский переулок, а брандмауэром — на Малую Пушкарскую улицу (в июле 2009 года этот брандмауэр получил художественное оформление в виде росписи по штукатурке). Дом украшен атлантами и кариатидами и очень живописен.

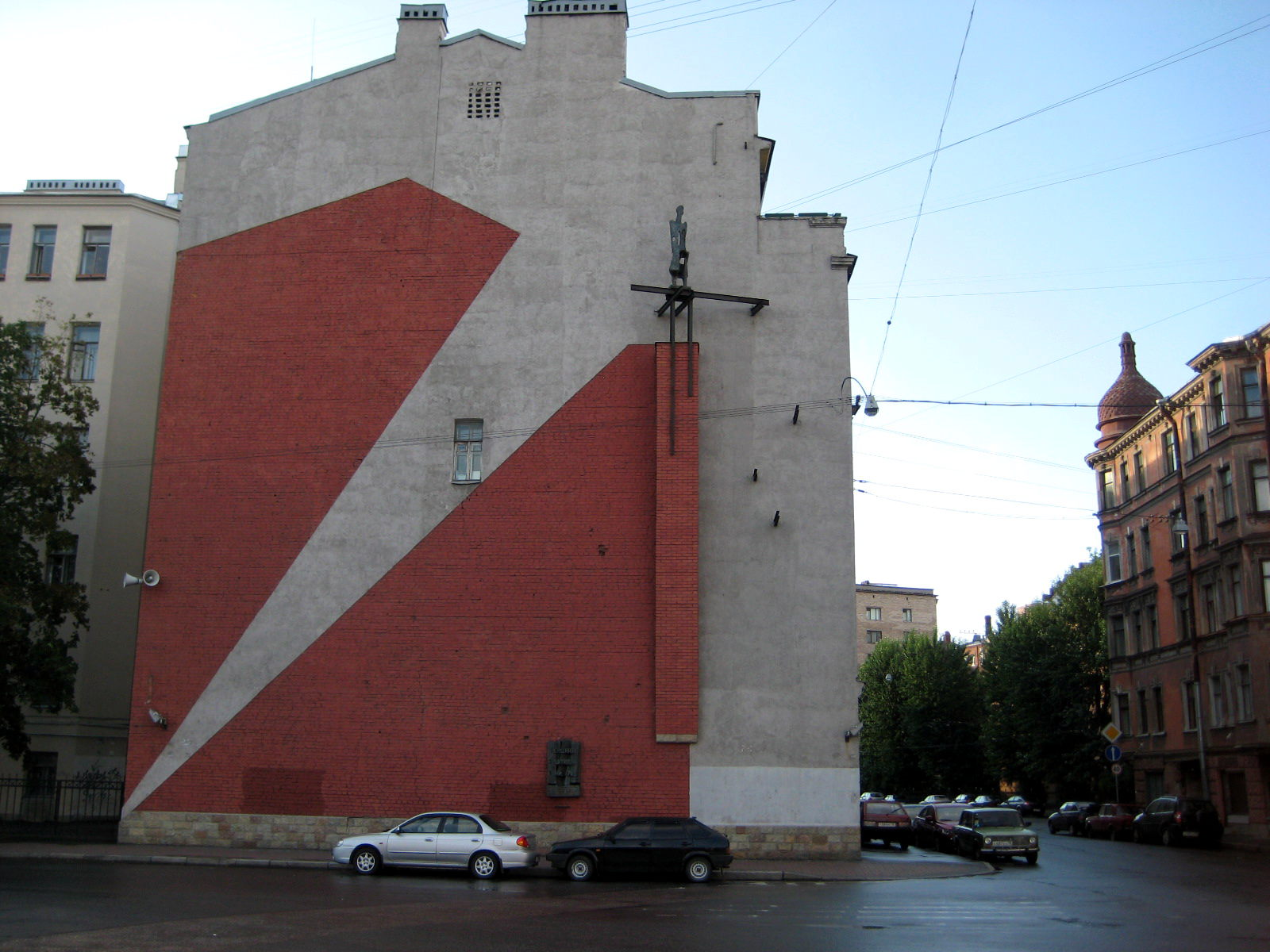
Памятник женщинам — бойцам МПВО

- Дом № 12 по Кронверкской улице — доходный дом И. Д. Агафонова, построен в стиле неоклассицизма в 1912 году по проекту архитектора Н. С. Резвый. На брандмауэре дома, обращенном в Пушкарский переулок, размещена художественная композиция в технике сграффито, к которой добавлены бронзовая женская фигура, архитектурные конструкции и художественная подсветка. Этот памятник, торжественно открытый губернатором Яковлевым 7 мая 2002 года, посвящён женщинам — бойцам МПВО в годы блокады. Авторы проекта — скульптор Лев Сморгон и архитектор Игорь Матвеев.